# Smokie

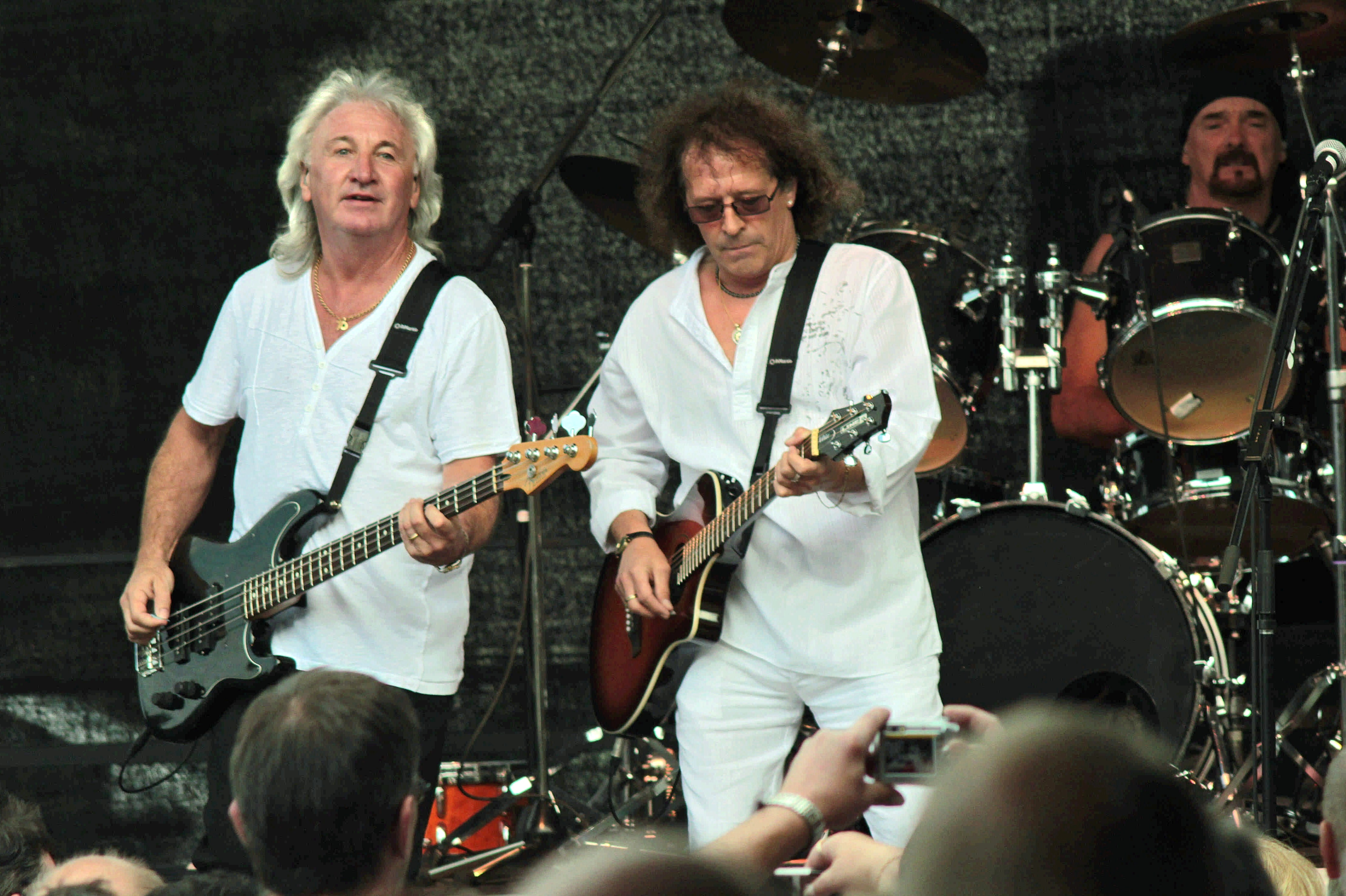
Smokie met Terry Uttley en Mike Craft op de voorgrond

Smokie is een Engelse rockband uit Bradford.
Oorspronkelijk heette de band Essence. Hij werd gevormd in 1965 aan het St. Bede katholieke gymnasium in Heaton, Bradford. Leden van de band waren de tieners Chris Norman (zang/gitaar/piano), Terry Uttley (basgitaar/zang), Alan Silson (leadgitaar/zang) en Ron Kelly (drum). Toen zij nog Essence heetten, gaven zij optredens in kleine clubs in Bradford en omgeving. In de hoogtijdagen van de band speelde Pete Spencer op de drum bij Smokie.
Met hun tweede album Changing All the Time kreeg Smokie bekendheid in Europa, voornamelijk door de nummers If You Think You Know How to Love Me en Don't Play Your Rock'n'Roll to Me, die een hit werden. Smokie's grootste hit was Living Next Door to Alice uit 1976.

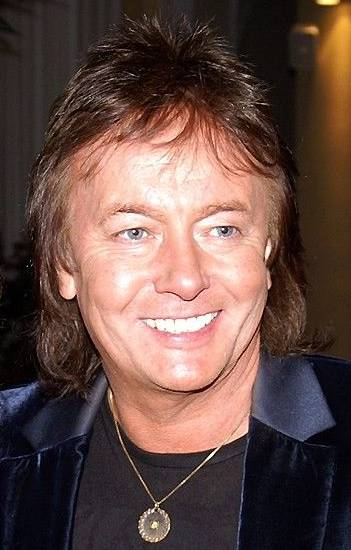
Chris Norman, zanger van Smokie

In 2022 gingen ze na bijna 50 jaar weer op tournee.

## Discografie

### Singles
| Single met eventuele hitnotering(en) in de Nederlandse Top 40 | Datum van verschijnen | Datum van binnenkomst | Hoogste positie | Aantal weken | Opmerkingen |
| ------------------------------------------------------------- | --------------------- | --------------------- | --------------- | ------------ | ----------- |
| If you think you know how to love me                          | 1975                  | 26-07-1975            | 15              | 6            | Alarmschijf |
| Don't play your rock 'n' roll to me                           | 1975                  | 29-11-1975            | 25              | 4            |             |
| I'll Meet You at Midnight                                     | 1976                  | 30-10-1976            | 5               | 10           | Alarmschijf |
| Living next door to Alice                                     | 1976                  | 15-01-1977            | 1(3wk)          | 12           | Alarmschijf |
| Lay Back in the Arms of Someone                               | 1977                  | 02-04-1977            | 1(2wk)          | 9            | Alarmschijf |
| It's your life                                                | 1977                  | 09-07-1977            | 7               | 8            |             |
| Needles and pins                                              | 1977                  | 29-10-1977            | 8               | 10           | Alarmschijf |
| For a few dollars more                                        | 1977                  | 28-01-1978            | 14              | 7            |             |
| Oh Carol                                                      | 1978                  | 10-06-1978            | 26              | 4            |             |
| Mexican girl                                                  | 1978                  | 28-10-1978            | 11              | 8            |             |

### NPO Radio 2 Top 2000
| Nummers met noteringen in de NPO Radio 2 Top 2000 | '99  | '00  | '01  | '02  | '03  | '04  | '05 | '06  | '07  | '08  | '09  | '10  | '11  | '12  | '13  | '14  |
| ------------------------------------------------- | ---- | ---- | ---- | ---- | ---- | ---- | --- | ---- | ---- | ---- | ---- | ---- | ---- | ---- | ---- | ---- |
| I'll Meet You at Midnight                         | 1611 | -    | -    | -    | -    | -    | -   | -    | -    | -    | -    | -    | -    | -    | -    | -    |
| Lay Back in the Arms of Someone                   | 1365 | -    | 1710 | -    | -    | -    | -   | -    | -    | -    | -    | -    | -    | -    | -    | -    |
| Living Next Door to Alice                         | 642  | 878  | 898  | 1069 | 1087 | 1137 | 993 | 1031 | 1344 | 1114 | 1309 | 1406 | 1517 | 1898 | 1972 | 1995 |
| Needles and Pins                                  | -    | 1516 | -    | -    | -    | -    | -   | -    | -    | -    | -    | -    | -    | -    | -    | -    |

1. ↑  Een '-' betekent dat het nummer niet was genoteerd en een vetgedrukt getal geeft de hoogste notering van een nummer aan.
2. ↑  Deze tabel is bijgewerkt tot en met de laatste editie (2024).

### Dvd's
| Dvd's met hitnoteringen in de Nederlandse Music Top 30 | Datum van verschijnen | Datum van binnenkomst | Hoogste positie | Aantal weken | Opmerkingen |
| ------------------------------------------------------ | --------------------- | --------------------- | --------------- | ------------ | ----------- |
| Gold - 1975\|2015 - 40th anniversary gold-edition      | 2015                  | 04-04-2015            | 10              | 2            |             |

## Trivia
Het nummer Living Next Door to Alice werd in 1995 gecoverd onder de naam Gompie als Alice, who the fuck is Alice? maar werd in werkelijkheid gezongen door Peter Koelewijn.